# Héber García
Héber Daniel García Torrealba (Acarigua, Portuguesa, Venezuela, 27 de marzo de 1997) más conocido como Heber García, es un futbolista venezolano que juega como centrocampista en el Barquisimeto Sport Club de la Segunda División de Venezuela.

## Selección nacional
Debutó con Venezuela el 23 de enero de 2017 en un partido por el Campeonato Sudamericano Sub-20 contra Perú en el estadio Olímpico de Ibarra, en el cual disputó los últimos 9 minutos ese partido terminó 1-1.
Fue convocado para participar de la delegación vinotinto en la Copa Mundial de Corea del Sur del mismo año, pero no disputó ningún minuto estando solo en la banca de suplentes en todos los partidos del torneo en el que el equipo venezolano perdió la final ante la Selección inglesa.

### Participaciones internacionales
| Selección | Competición                           | Sede          | Resultado    | Partidos | Goles |
| --------- | ------------------------------------- | ------------- | ------------ | -------- | ----- |
| Sub-20    | Sudamericano Sub-20 de 2017           | Ecuador       | Tercer lugar | 3        | 0     |
| Sub-20    | Copa Mundial de Fútbol Sub-20 de 2017 | Corea del Sur | Subcampeón   | 0        | 0     |
| Total     | Total                                 | Total         | Total        | 3        | 0     |

## Clubes
Actualizado el 26 de febrero de 2020.
| Club                    | País      | Año           | Part | Goles |
| ----------------------- | --------- | ------------- | ---- | ----- |
| Portuguesa              | Venezuela | 2014 - 2015   | 39   | 3     |
| Deportivo La Guaira     | Venezuela | 2016          | 6    | 0     |
| Sud América (Cedido)    | Uruguay   | 2017          | 18   | 2     |
| Deportivo La Guaira     | Venezuela | 2018          | 29   | 4     |
| Curicó Unido            | Chile     | 2019 - 2021   | 23   | 5     |
| Deportivo La Guaira     | Venezuela | 2022          | 23   | 1     |
| Zamora FC               | Venezuela | 2023          | 12   | 0     |
| Monagas SC              | Venezuela | 2024          | 4    | 0     |
| Barquisimeto Sport Club | Venezuela | 2025-presente | 0    | 0     |